# Linus Persson (handbollsspelare)
Linus Niclas Persson, född 16 april 1993, är en svensk handbollsspelare som spelar för GOG Håndbold och Svenska landslaget. Han är vänsterhänt och spelar som högernia.

## Klubbkarriär
Linus Persson börjadespela handboll i OV Helsingborg. Efter att ha spelat i U-landslaget valde han 2011 att spela för HK Malmö där han sedan stannade i 7 säsonger. I september 2017 spelade Linus ett skånederby mot moderklubben OV Helsingborg och avslöjade att han satsar på en karriär ute i de stora ligorna i Europa.2018 lämnade Linus Persson HK Malmö för spel i franska ligan.
Efter tre säsonger i US Ivry skrev han på ett tvåårigt kontrakt med HBC Nantes. Från sommaren 2023 har han ett treårigt kontrakt med danska GOG Håndbold.

## Landslagskarriär
Linus Persson startade landslagskarriären med 18 U-19 landskamper 2011. För U-21 spelade han bara 2 landskamper.
Linus Persson debuterade i A-landslaget mot Tyskland den 2 april 2014. Han var med i EM-truppen 2016 utan att spela mer än en match i turneringen. Han blev inkallad på grund av skada i truppen. Landslagsuppdragen var få till 2020 då han blev uttagen till VM i Egypten. I VM gjorde han sitt andra mästerskap och presterade bra. Han råkade ut för en hjärnskakning och tvingades lämna VM-turneringen. Linus Persson återkom i landslaget till OS-kvalet i mars 2021 då Sverige kvalificerade sig för OS. På grund av en skada på tummen som måste opereras missar han OS. Han var inte uttagen till EM 2022, men blev inkallad efter coronafall i truppen.

## Meriter
- Coupe de France: 2023
- Coupe de la Ligue: 2022